# Lewis Morris Rutherfurd
Lewis Morris Rutherfurd (25 de noviembre de 1816-30 de mayo de 1892) fue un abogado y astrónomo estadounidense, pionero de la astrofotografía.

## Primeros años
Rutherfurd nació en Morrisania (Nueva York), hijo de Robert Walter Rutherfurd y de Sabina Morris. Era nieto del Senador de los EE. UU. John Rutherfurd y bisnieto de Lewis Morris, firmante de la Declaración de Independencia de los Estados Unidos. Se graduó por el Williams College de Massachusetts en 1834, y comenzó el ejercicio profesional del derecho tras colegiarse en 1837, colaborando con William H. Seward en Auburn, Nueva York. El 22 de julio de 1841 se casó con Margaret Chanler. Su hijo Stuyvesant Rutherford nació en 1842.

## Astronomía y astrofotografía

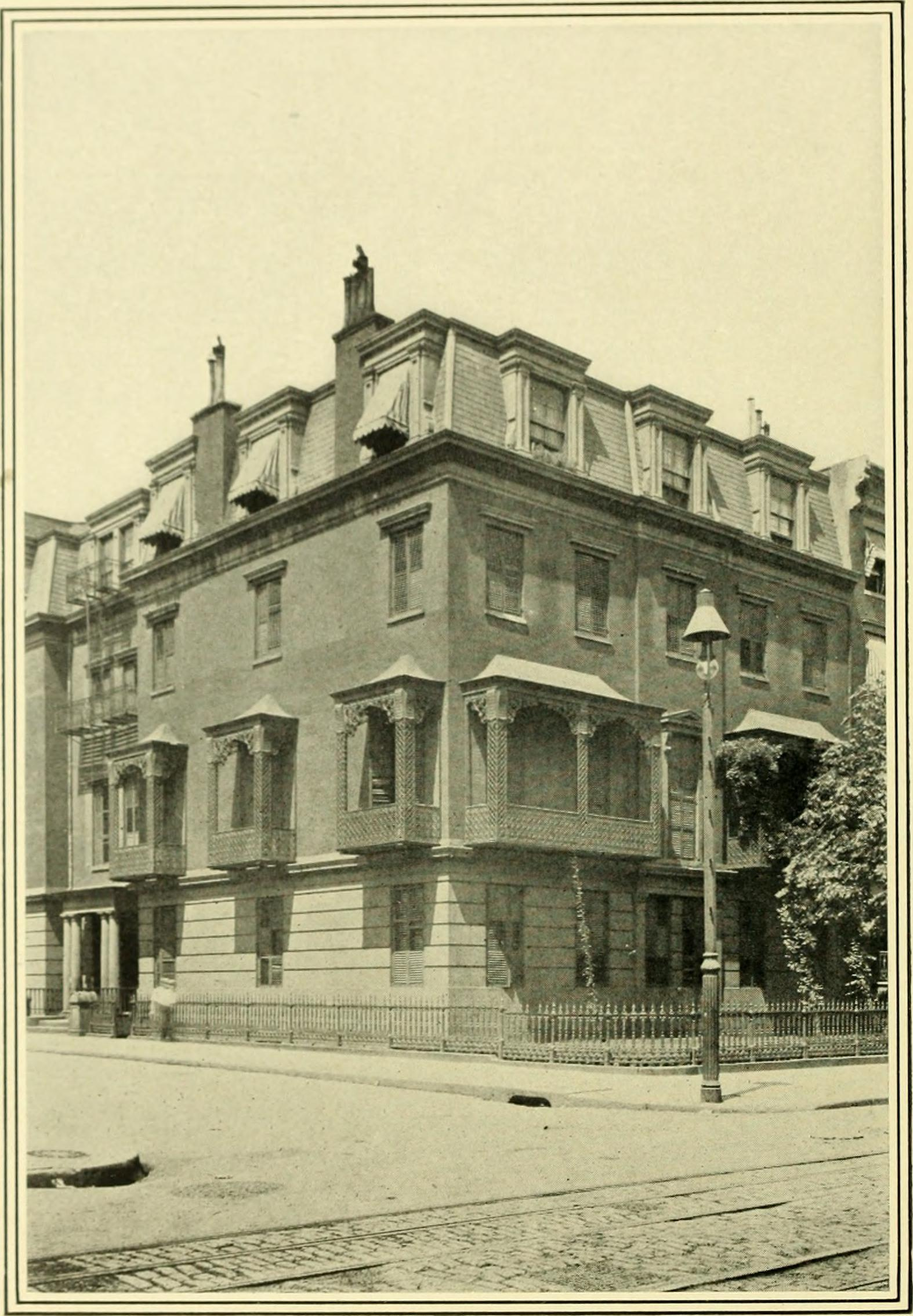
Su casa en Manhattan

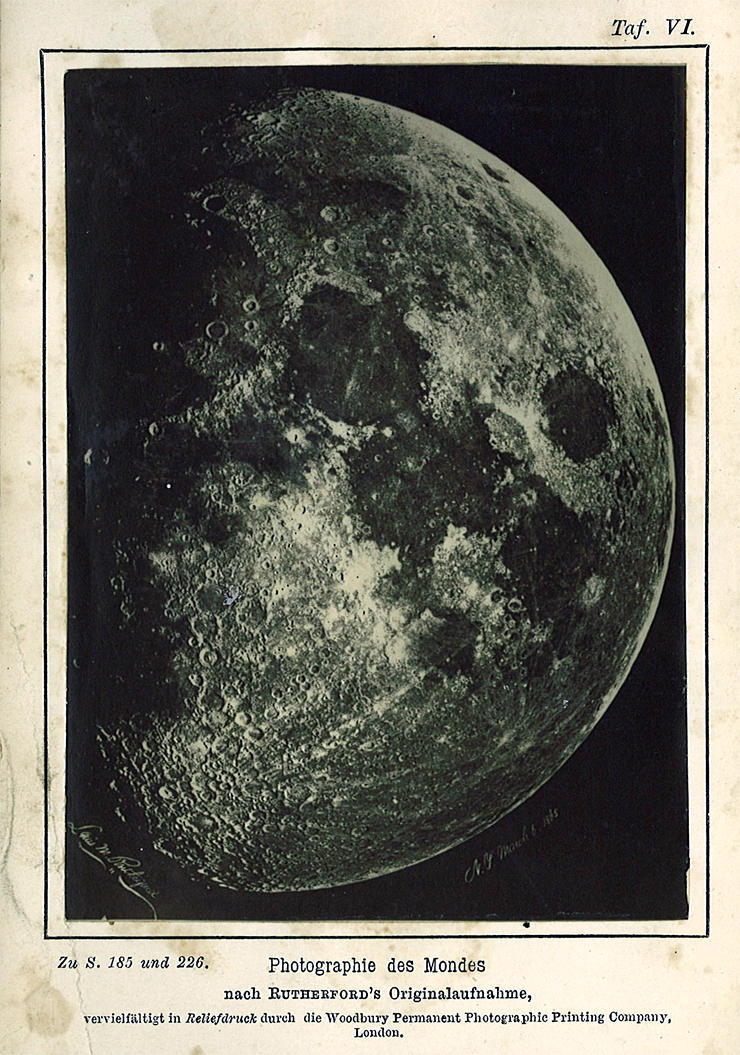
Luna, Nueva York, 6 de marzo de 1865 – Lewis M. Rutherfurd (citado erróneamente como Rutherford en una lámina de un libro de 1873 obra de Hermann Wilhelm Vogel)

Lewis Rutherfurd abandonó su actividad legal en 1849, para dedicar su tiempo a la ciencia, particularmente a la astronomía. Desarrolló trabajos pioneros en análisis espectral, y experimentó con la fotografía astronómica. Inventó distintos instrumentos para facilitar sus estudios, incluyendo un micrómetro para medir fotografías, un dispositivo para fabricar retículas de difracción, y el primer telescopio diseñado específicamente para astrofotografía.
Utilizando su instrumental, Rutherfurd produjo una colección de fotografías de gran calidad del Sol, la Luna, y los planetas, así como de grupos de estrellas y de estrellas por debajo de la quinta magnitud. En 1862 comenzó a realizar estudios espectroscópicos utilizando sus nuevas retículas de difracción. Detectó categorías distintas de clases espectrales de estrellas, que Angelo Secchi expandió en 1867 para completar un conjunto de cuatro clases estelares.
Rutherfurd fue administrador de la Universidad de Columbia desde 1858 hasta 1884, donando sus fotografías a esta institución. En 1884 fue uno de los delegados estadounidenses a la Conferencia Internacional del Meridiano. También fue uno de los miembros originales de la Academia Nacional de Ciencias creada en 1863, y asociado de la Real Sociedad Astronómica.
En 1887 comenzó a tener problemas de salud. Murió el 30 de mayo de 1892 en Tranquility, Nueva Jersey.

## Legado
Richard Proctor, popular divulgador astronómico del siglo XIX, denominó a Rutherfurd "El fotógrafo lunar más grande de la época."

## Premios y honores
- El cráter lunar Rutherfurd lleva este nombre en su memoria.[2]
- Un puesto de profesor en el departamento de astronomía de la Universidad de Columbia está nombrado en su honor, así como el observatorio astronómico situado sobre el edificio Pupin Hall, sede del laboratorio de física de la universidad en Manhattan.